# Akofa Edjeani Asiedu
Akofa Edjeani Asiedu est une actrice et réalisatrice ghanéenne née le 20 février 1969.
Elle est la réalisatrice du court-métrage documentaire Not My Daughter qui a gagné le prix du meilleur film court lors des Africa Movie Academy Awards en 2008.
Elle tient par ailleurs le rôle principal du film I Sing of a Well (en) nommé 11 fois lors de la cérémonie 2010 de la compétition. Elle est proposée dans la catégorie de la meilleure actrice, tout comme elle l'avait déjà été en 2006 pour le film My Mother’s Heart.